# Große Jacht

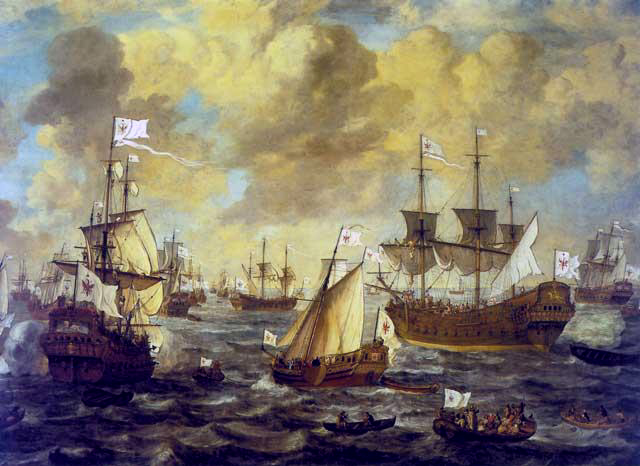
Kurbrandenburgische Marine

Die Große Jacht war ein Schiff der kurbrandenburgischen Marine, das Kurfürst Friedrich Wilhelm von Brandenburg als Jacht diente. Das Schiff wurde für die Landesgartenschau Brandenburg 2009 in Oranienburg im Rahmen eines Projekts zur Betreuung Arbeitsloser mit dem Namen Sehnsucht nachgebaut.

## Große Jacht(1679–1721)
Die Große Jacht wurde 1678 bis 1679 auf der Werft von Gillis C. Peckelhering in Kolberg nach dem Vorbild einer Jacht des holländischen Statthalters Prinz Willem III. von Oranien gebaut. Sie galt als guter Segler und war zunächst im Ostseehafen Pillau stationiert. Von dort machte sie Fahrten 1693 nach Amsterdam, auf den Niederrhein, nach Emden und später nach London. Über Elbe und Havel gelangte die Jacht 1698 nach Berlin, bevor sie im Jahr 1700 wieder nach Emden zurückkehrte. Dort verblieb sie, seit 1701 unter der Flagge des Königreichs Preußen, bis zu ihrem Verkauf im Jahr 1721. Später wurde die Große Jacht, auch Neue Jacht, Vergoldete Jacht und Ceurvortl. Jacht genannt, abgewrackt.
Von dem Schiff ist eine Abbildung überliefert, deren Vorlage ein Gemälde des niederländischen Malers Lieve Verschuier ist, das die kurfürstliche Flotte im Jahre 1684 darstellt. Auf dem Gemälde befindet sich die Große Jacht in der Bildmitte vorn.

### Schiffsdaten
- einmastige Segeljacht nach holländischem Vorbild
- Baujahr: 1678–1679 in Kolberg (Pommern)
- Länge: ca. 23 m
- Breite: ca. 6,5 m
- Tiefgang: ca. 1,6 m
- Bewaffnung: bis zu 10 Kanonen (je nach Ausrüstungsstand)
- Besatzung: bis zu 50 Mann (je nach Verwendungszweck)

## NachbauSehnsucht(seit 2009)
Von 2007 bis 2009 erfolgte im Rahmen eines Projekts zur Betreuung Arbeitsloser der Nachbau der Großen Jacht für die Landesgartenschau Brandenburg 2009 in Oranienburg. Da vom Original keine Baupläne vorlagen, wurde die Jacht nach historischen Bildern gebaut. Für die Dauer der Landesgartenschau war der Nachbau, auf den Namen Sehnsucht getauft, vom 25. April bis 18. Oktober 2009 im Hafen am Park von Schloss Oranienburg verankert. Das Schiff konnte dort allerdings aus Sicherheitsgründen nicht betreten werden.
Nach der Landesgartenschau wurde die Sehnsucht für einen symbolischen Betrag auf den Kurbrandenburgischen Marineverein übertragen. Er hat es sich zum Ziel gesetzt, den Besuchern die Anfänge der preußische Marinegeschichte zu erklären, die mit dem Großen Kurfürsten Friedrich Wilhelm begann und mit seinen Nachfolgern auf dem Thron wieder niederging. 
Zur Erfüllung dieses Vereinsauftrags führt der Verein auch Rundtouren mit dem historischen Schiff durch. 
Die Sehnsucht liegt im Servicehafen von Oranienburg vor Anker. Mitglieder des Vereins sind von Mai bis Oktober an jedem Dienstag ab 10 Uhr an Bord und führen Interessenten nach Voranmeldung auch zu jedem anderen möglichen Termin über das Schiff.

### Technische Angaben
- Typ:     Holländische Statenyacht
- Länge:   17,95 m Wasserlinie
- Breite:   4,90 m
- Tiefgang: 1,10 m
- Material: Eiche, sibirische Lärche, Oregano-Pinie (Douglasie)
- Bauzeit:  2007–2009 in Malz bei Oranienburg (Bauzeit 18 Monate)
- Baukosten: 500.000 €
- Baumeister: Dieter Falke
- Gewicht:  32 Tonnen, davon 10 Tonnen Ballast
- Besegelung: 130 m² Segelfläche an einem 14,5 m hohen Mast
- Antrieb: 2 Motoren Volvo-Penta D2 mit je 55 PS
- Getriebe:  2x1:2,73 hydraulisch
- Bewaffnung: 8 hölzerne Kanonen